# آرمن اوروجیان
آرمن اوروجیان (ارمنی: Արմեն Օրուջյան; انگلیسی: Armen Orujyan؛ زادهٔ ۱۵ فوریه ۱۹۷۴) کارآفرین و معمار ارمنی-آمریکایی نوآوری اکوسیستم‌ها است. وی بنیانگذار «Foundation for Armenian Science and Technology (FAST)» و بنیانگذار و رئیس سابق Athgo است.

## زندگی‌نامه
در ۱۵ فوریهٔ ۱۹۷۴ به دنیا آمد. وی با مدرک بی‌ای در رشته علوم سیاسی از دانشگاه کالیفرنیا، لس آنجلس فارغ‌التحصیل شد. وی Athgo را در سال 1999 بنیانگذاری نمود.